# Reserva natural Yuganski
 La reserva natural Yuganski (en ruso: Юганский) es además un zapovédnik ruso (reserva ecológica estricta) en la cuenca del río Bolshói Yugán, un afluente por la izquierda del río Obi. La reserva se encuentra en la parte central de la llanura del oeste de Siberia, en la parte sur de las tierras bajas del medio Obi. Está situado en el distrito de Surgutski del distrito autónomo de Janti-Mansii, a unos 500 km al norte de la ciudad de Omsk. La reserva fue creada en 1982, y cubre un área de 648,636.

## Topografía
La Reserva Yuganski está ubicada en las tierras bajas del sur de Sredneóbskaya. El terreno está formado en su mayoría por estrechos valles de ríos y vastos humedales. Los bosques cubren el 64% de las zonas protegidas. La cubierta forestal es solo del 36%; el resto es pantano.

## Clima y ecorregión.
La reserva está dominada por un clima continental,  caracterizado por una alta humedad. El área está libre de heladas durante 92 días en promedio, y la temporada de crecimiento es de 137 días. Los vientos predominantes son el suroeste y el sur.

## Flora y fauna
El terreno de Yuganski está formado principalmente por llanuras de inundación, cubiertas por bosques de abetos con cedros y abetos. La reserva es hogar de 40 especies de mamíferos, más de la mitad de las cuales son roedores. Los mamíferos grandes están representados por osos, linces y glotones. Los herbívoros incluyen alces y renos del bosque. 

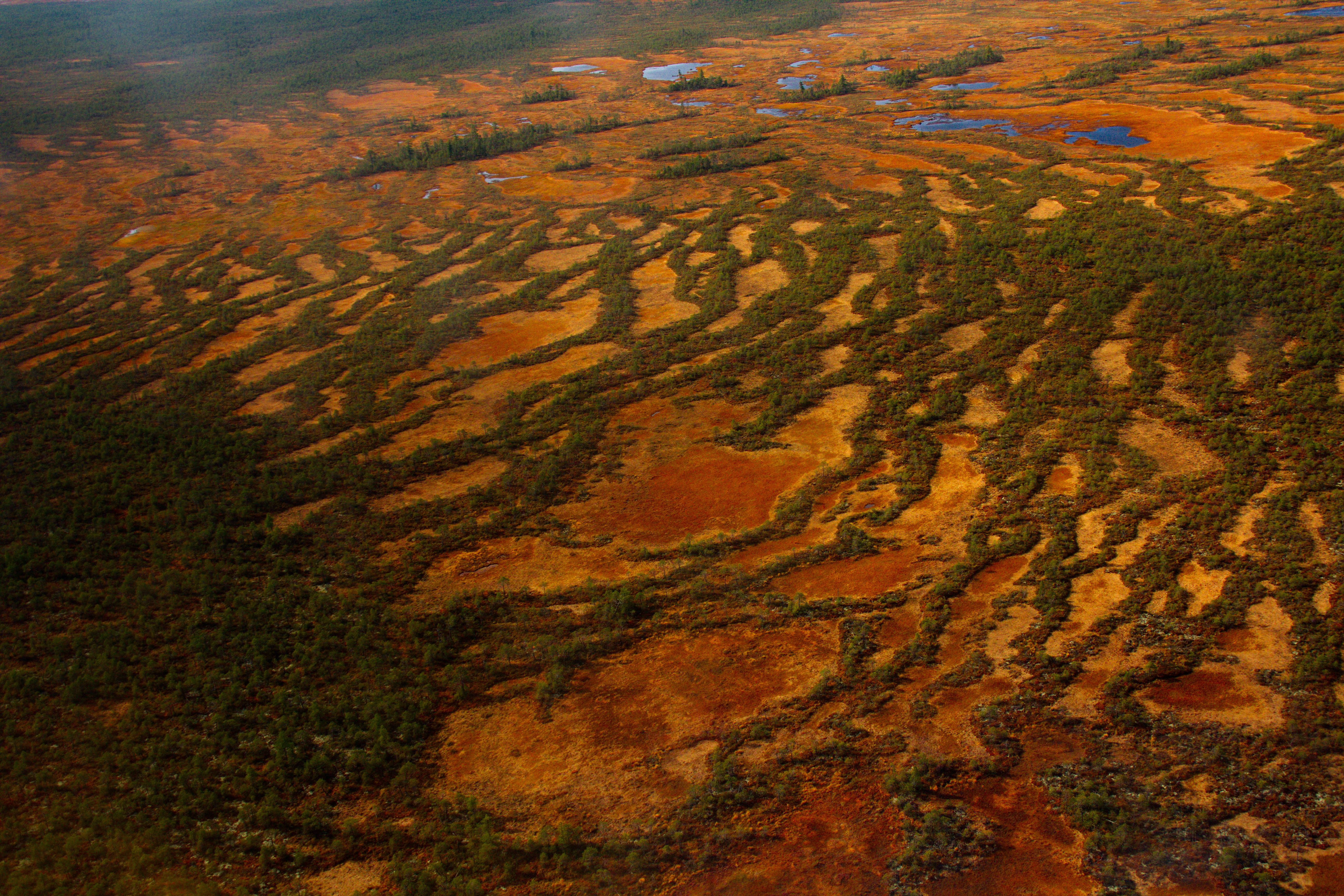
Peatbog, vista aérea, reserva natural Yuganski

## Ecoturismo
Como reserva natural estricta, la reserva Yuganski está principalmente cerrada al público en general, aunque los científicos y aquellos con propósitos de "educación ambiental" pueden hacer arreglos con la administración del parque para las visitas.  Hay un pequeño museo de la naturaleza operado por la reserva en el pueblo para la educación pública.  La administración ha abierto una ruta 'ecoturística' a una de las zonas pantanosas que está abierta al público por acuerdo previo.  Sin embargo, la reserva está alejada y lejos del transporte conveniente, y espera llevar a cabo la mayoría de sus actividades de educación ecológica a través de medios virtuales y en línea.  La oficina principal se encuentra en el pueblo de Ugut.  La ciudad más cercana es Surgut, 300.   km al norte.